# Visentstamboken

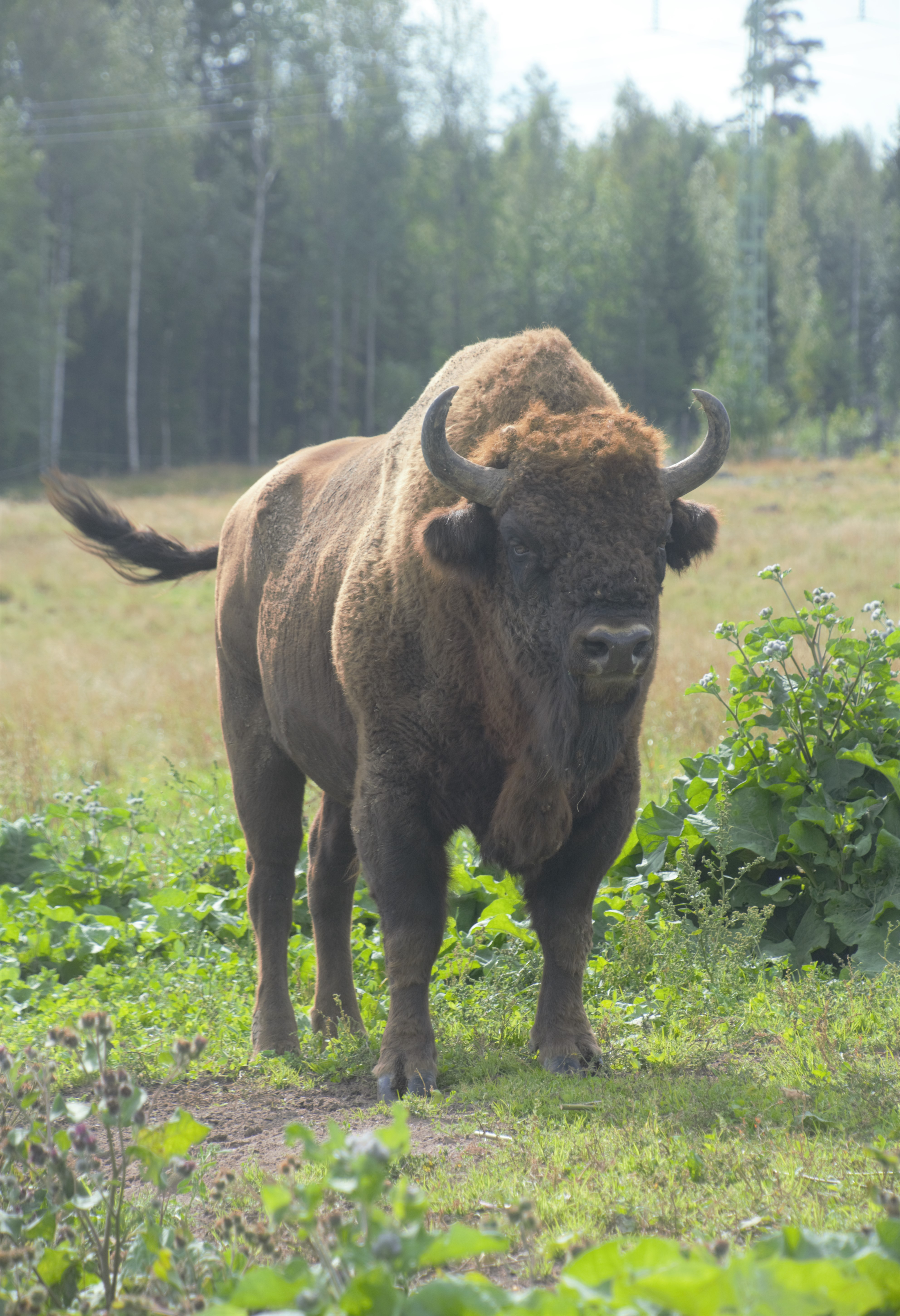
Visenttjur på avelsstationen Avesta visentpark

Visentstamboken (European Bison Pedigree Book, polska: Księga Rodowodowa Żubrów) är en stambok med ett register för avelsdata för visent, vilken utgavs i en första upplaga 1932.
Visentstamboken var 1932 den första stambok, som givits ut för en vild djurart. De sista frilevande visenterna av underarten Bison bonasus bonasus utrotades 1919 i Białowieżaskogen och av underarten Bison bonasus caucasicus 1927 i Kaukasus. År 1923 bildades i Tyskland Internationale Gesellschaft zur Erhaltung des Wisents i syfte att åter bygga upp populationer av djurarten visenten på basis av överlevande individer i vilthägn och djurparker. 
Arbetet med stamboken började omedelbart efter sällskapets grundande. Tysken Goerd von der Groeben identifierade på uppdrag av sällskapet 66 levande visenter i världen per december 1924: 33 tjurar och tjurkalvar samt 33 kor, kvigor och honkalvar. 20 av dem var födda 1922 och 1923. En sammanställning av genealogiska data gjordes 1931 av tysken Goerd von der Groeben för Internationale Gesellschaft zur Enthaltung des Wisents. Listningen omfattade endast renblodiga djur, med uteslutande av de hybrider som vissa uppfödare korsat fram med exemplar av amerikansk bison eller med tamboskap. I stamregistret från 1931 registrerades släktdata för 171 djur, inklusive data från vissa redan döda djur och djur som var för gamla för avel.
I denna första stambok fanns data för den 1927 utdöda underarten bergsvisent (Bison bonasus caucasicus) endast registrerat för en enda individ, nämligen tjuren Kaukasus. Kaukasus dog 1925 och gener från denne tjur gav upphov till avelslinjen Låglands-Kaukasuslinjen (Białowieża-Kaukasuslinjen).
Tre andra utgåvor av stamboken utgavs under 1930-talet, varav den sista 1936. Dessa tre stamböcker redigerades av Erna Mohr. Efter ett uppehåll under många år, som bland annat förorsakades av nazistregimens konkurrerande uppfattning om hur avel av visenter skulle ske och av andra världskriget, återupptogs utgivandet av stamboken med redaktion i Polen under zoologen Jan Żabiński (1897–1974) och under medverkan av Erna Mohr. Den första efterkrigsutgåvan publicerades 1947. Sedan 1991 ansvarar Białowieża nationalpark för stamboken under redaktörskap av Jan Raczyński (född 1936). Datainsamlingen sker under medverkan av nätverket European Bison Conservation Center (inklusive den i Sverige verksamma föreningen EBCC Scandinavia). Visentstamboken ges årligen ut i nya utgåvor. 
I stamboken görs en skillnad mellan de två allmänt accepterade avelslinjerna (samt underlinjen Plesslinjen): Låglandslinjen (eller Białowieżalinjen) och Låglands-Kaukasuslinjen. Djuren efter Låglands-Kaukasuslinjen fick fullständig ställning som underart. De har bevarade bergsvisentgener från en enda individ, tjuren Kaukasus, vilka fanns hos individer av Låglandslinjen vid avelsstation Wisentgehegene Springe i Tyskland. Därmed var en blandning av linjerna oundviklig, men detta till trots har de två linjerna hållits åtskilda i stamboken.

## Visenter utanför visentstamboken
I visentstamboken förtecknas inte de visenter som har gener, som inte kommer från Bison bonasus bonasus och Bison bonasus caucasicus. Det rör sig om djur som återinförts i det fria i Kaukasus samt ytterligare 700 djur. Dessa har inblandning av gener från den amerikanska arten Bison bison efter avelsprogram som genomförts i Sovjetunionen.